# Medien
Medien (fornpersiska: Mada; i Bibeln Madai; latin: Media) var under forntiden ett område som låg i nuvarande nordvästra Iran. Området motsvarade ungefär Azerbajdzjan, den iranska regionen Kurdistan och delar av regionen Kermanshah. Under 700-talet f.Kr. etablerades Medien som ett eget rike, men var i perioder erövrat av Assyrien och nomadstammar från norr. Under 600-talet invaderade det mediska riket Assyrien och uppnådde då sin största utsträckning. År 549 f.Kr. besegrades Medien av akemeniderna och blev en del av det persiska riket.

## Geografi

Egentliga Medien

Medien begränsades i väster av Assyrien, i norr av Armenien och Kaspiska havet, i öster av Partien, i söder av Persis och Elam (Susiana). Av forngrekiska geografer indelades landet i Stor-Medien, södra delen, och Atropatene eller Lill-Medien, norra delen.
Medien är övervägande bergland, och i synnerhet dess norra och västra delar fylls av vitt förgrenade bergskedjor, vilka är att betrakta som en fortsättning av det armeniska höglandets väldiga bergmassor. I mellersta och östra delarna lämnar dock bergen plats för vidsträckta slätter. Längst i nordväst ligger en stor saltsjö, fordom kallad Kapauta (Lacus Matianus, nu Urmiasjön). Huvudfloden är Amardos (nu Kisil Usen), från de västra gränsbergen med nordostligt lopp till Kaspiska havet.
Medien är till största delen mycket fruktbart. Berömda var i forntiden dess hästar. De förnämsta städerna var i Stor-Medien: Huvudstaden Ekbatana (eller Akmatana, nu Hamadan), Ragai, den äldre huvudstaden, Aspadana (nu Isfahan) och Bagistane; i Atropatene: Gazaka, Sanina och Praaspa eller Vera.

## Historia
Mederna nämns för första gången i historien i assyriska källor, 836 f.Kr. Under den perioden beboddes området av folkgruppen meder, som talade ett iranskt språk. Under 700-talet började mederna att bygga ett eget rike, men besegrades år 715 f.Kr. av den assyriske härskaren Sargon II. En av de mediska hövdingar som besegrades var Daiaukku, vilken möjligen kan vara samma ledare som av grekerna benämns Deiokes. Daiaukku/Deiokes var den som enligt grekiska källor grundade det mediska riket och dess huvudstad Ekbatana (Hamadan), samt lär ha regerat i 52 år.

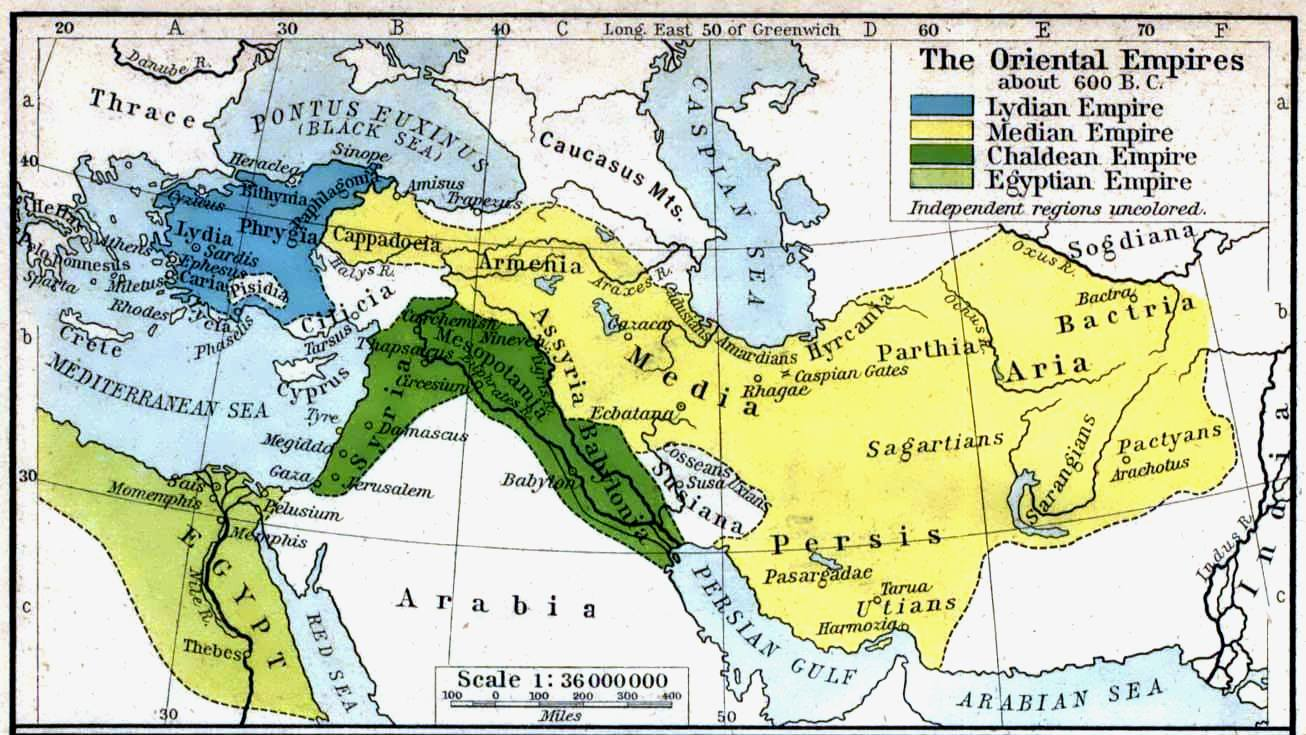
Mediska riket omkring 600 f.Kr.

Medien frigjorde sig från Assyrien under ledning av Deiokes son Fraortes. Strax därefter anfölls dock landet av nomadfolk från norr, som enligt den grekiske historikern Herodotos styrde Medien under 28 år. Mederna nådde på nytt självständighet med Fraortes son Kyaxares. Kyaxares förintade senare riket Urartu och erövrade områden i söder och sydöst där det levde olika iranskspråkiga stammar. Medien och Babylonien ingick en allians och besegrade tillsammans Assyrien och intog den assyriska huvudstaden Nineve år 612 f.Kr. I och med segern över assyrierna nådde Medien sin största utsträckning.
Under perioden Kyaxares son styrde landet påbörjades en nedgång och landet upplevde inre oroligheter och splittring. År 549 besegrades den mediske storkungen Astyages av kung Kyros II från provinsen Anshan i söder som lydde under perserna.

## Kultur
Det mediska riket agerade förmedlare av en rad olika kulturer, däribland assyrisk, urarteisk och babylonsk kultur. I Medien omtolkades de kulturella traditionerna så småningom till vad som senare blivit en särpräglad iransk härskartradition, som fortsatt in i modern tid. Under det akemenidiska riket persifierades området. En konsekvens var att de norra delarna av Medien senare blev känt som Aturpatakana (Atropatene på grekiska), vilket senare i nyiranskan blev Azarbaijan.

### Hypotes om koppling till kurderna
Den ryske historikern och lingvisten Vladimir Minorskij föreslog att mederna, som i stor utsträckning bebodde landet där kurderna för närvarande utgör en majoritet, kan ha varit förfäder till de moderna kurderna. Han konstaterar också att mederna som invaderade regionen på 700-talet f.Kr. språkligt sett liknade kurderna. Teorin att kurderna skulle härstamma från mederna är dock lika lite bevisad som släktskapet mellan kurdiska och det mediska språket.

## Eftermäle

### Namn
Namnet Medien blev i nyiranskan till Mah och lever som sådant vidare i olika namn, t.ex. som i staden Mahabad, i Västazarbaijans kurdiska del.